# شون بيدفورد
شون بيدفورد (بالإنجليزية: Sean Bedford)‏ هو لاعب كرة قدم أمريكية أمريكي، ولد في 26 ديسمبر 1987 في سان خوسيه في الولايات المتحدة.